# ジュールズ・ダッシン
ジュールズ・ダッシン（Jules Dassin、1911年12月18日 - 2008年3月31日）は、アメリカ合衆国の映画監督・脚本家・俳優。

## 略歴
コネチカット州出身。両親はロシア系ユダヤ人。ヨーロッパで演劇を学び、帰国後はニューヨークでイディッシュ語の舞台に俳優として出るようになる。演出家、放送作家を経て、1940年に映画界に入り、アルフレッド･ヒッチコックの『スミス夫妻』などで助監督を務める。
1942年に映画監督としてデビュー。1947年に刑務所を舞台にした社会派映画『真昼の暴動』を発表した。本作で一緒に仕事をした新聞記者出身の製作者マーク・ヘリンジャーと意気投合し、戦後のイタリアン・リアリズムに影響されて、1948年にセミ・ドキュメンタリー映画『裸の町』を世に送り、一躍脚光を浴びる（この作品が直後に作られた黒澤明の『野良犬』に影響を与えたという説がある）。しかし、ヘリンジャーは完成直後に急死してしまう。
これ以降フィルム・ノワールを主に手がけるが、赤狩りの嵐が吹きまく1950年代に入ってからはハリウッド・ブラックリストに載せられてしまい（かつて演劇界に身をおいていた頃、ダッシンは共産党の支持者だった）、ハリウッドを離れて、若い頃に演劇修業をしたヨーロッパに渡る。
厳しい環境の中だったが、ダッシンはアメリカにいた頃よりもヨーロッパでさらにその才能を開花させ、1955年のフランス製ギャング映画『男の争い』でカンヌ国際映画祭 監督賞を受賞、これで勢いに乗ったダッシンは1957年にフランス＝イタリアの合作映画『宿命』、1958年にイタリア映画『掟』など国際的映画監督として活躍した。
1960年のアメリカ＝ギリシア合作『日曜はダメよ』でアカデミー賞にもノミネートされた。1968年には『日曜はダメよ』のミュージカル版などでトニー賞にもノミネートされた。舞台俳優経験を活かして、余技的にではあるが『男の争い』では重要な脇役のイタリア人金庫破り師を、映画『日曜はダメよ』では準主演格であるアメリカ人富豪を自ら演じるなど、自作への俳優出演も行っている。
『日曜はダメよ』の主演女優メリナ・メルクーリと1966年に結婚した。前妻との間にもうけた娘のジュリアは女優に、息子のジョーは歌手となった。メリナとはおしどり夫婦として知られ、ダッシンの映画にも数多く出演し、1994年にメリナが亡くなるまで結婚生活は続いた。
2008年3月31日、ギリシャ・アテネの病院で、インフルエンザの合併症のため死去した。数日前から体調を崩して入院していたという。

## 主な監督作品
- 裸の町 The Naked City (1948)
- 深夜復讐便 Thieves Highway（1949）
- 街の野獣 Night and the City (1950)
- 男の争い Du rififi chez les hommes (1955)
- 宿命 Celui qui doit mourir (1957)
- 掟 La Legge (1959)
- 日曜はダメよ Pote tin Kyriaki (1960)
- 死んでもいい Phaedra (1962)
- トプカピ Topkapi (1964)
- 夏の夜の10時30分 10:30 P.M. Summer  (1966)
- 夜明けの約束 Promise at Dawn (1970)
- 女の叫び Kravgi gynaikon (1978)